# Liste der Werke von Baldassare Galuppi
Diese Liste umfasst die musikalischen Werke von Baldassare Galuppi. Sie basiert auf den Angaben bei Grove Music Online und Corago.

## Opern
- La fede nell’incostanza, ossia Gli amici rivali, favola pastorale; Libretto: Giambattista Neri; 1722, Vicenza, Teatro delle Grazie[2]
- Gl’odi delusi dal sangue, dramma per musica (zweiter Akt von Giovanni Battista Pescetti); Libretto: Antonio Maria Lucchini; 4. Februar 1728, Venedig, Teatro Sant’Angelo[3]
- Dorinda, pastorale in musica (mit Giovanni Battista Pescetti); Libretto: Domenico Lalli nach Benedetto Pasqualigo; 6. Juni 1729, Venedig, Teatro San Samuele[4]
- L’odio placato, dramma per musica; Libretto: Francesco Silvani; 27. Dezember 1729, Venedig, Teatro Sant’Angelo[5]
- Argenide, dramma per musica; Libretto: Alvise Giusti; 15. Januar 1733, Venedig, Teatro Sant’Angelo; im selben Jahr auch in Wien, 1734 in Brno, 1746 in Prag, Graz, Leipzig und Dresden[6]
- L’ambizione depressa, dramma per musica; Libretto: Giuseppe Papis; 13. Mai 1733, Venedig, Teatro Sant’Angelo[7]
- La ninfa Apollo, favola pastorale; Libretto: Francesco de conte Lemene und Giovanni Boldini; 30. Mai 1734, Venedig, Teatro San Samuele[8]
- Tamiri, dramma per musica; Libretto: Bartolomeo Vitturi; 17. November 1734, Venedig, Teatro Sant’Angelo[9]
- Elisa, regina di Tiro, dramma per musica; Libretto: Apostolo Zeno und Pietro Pariati; 27. Dezember 1735, Venedig, Teatro Sant’Angelo; 1736 in Wien[10]
- Ergilda, dramma per musica; Libretto: Bartolomeo Vitturi; 12. November 1736, Venedig, Teatro Sant’Angelo[11]
- L’Alvilda, dramma per musica; Libretto: Domenico Lalli und Apostolo Zeno; 29. Mai 1737, Venedig, Teatro San Samuele[12]
- L’Issipile (erste Fassung), dramma per musica; Libretto: Pietro Metastasio; 26. Dezember 1737, Turin, Regio Teatro[13]
- Alessandro nell’Indie (erste Fassung), dramma per musica; Libretto: Pietro Metastasio; 14. Januar 1738, Mantua, Nuovo arciducale; 1752 in Stuttgart[14]
- Il Venceslao, dramma per musica; Libretto: Apostolo Zeno; Karneval 1739, Genua, Teatro del Falcone[15]
- Adriano in Siria (erste Fassung), dramma per musica; Libretto: Pietro Metastasio; Karneval 1740, Turin, Regio Teatro[16]
- Gustavo primo re di Svezia, dramma per musica; Libretto: Carlo Goldoni; 25. Mai 1740, Venedig, Teatro San Samuele; 1754 in Este[17]
- Didone abbandonata (erste Fassung), dramma per musica; Libretto: Pietro Metastasio; 26. Dezember 1740, Modena, Teatro Molza; 1752 in Madrid[18]
- Oronte re de’ Sciti, dramma per musica; Libretto: Carlo Goldoni; 26. Dezember 1740, Venedig, Teatro San Giovanni Grisostomo[19]
- Berenice, dramma per musica; Libretto: Bartolomeo Vitturi; 27. Januar 1741, Venedig, Teatro Sant’Angelo[20]
- Penelope, melodramma; Libretto: Paolo Antonio Rolli; 12. Dezember 1741, London, King’s Theatre am Haymarket; Wiederaufnahme 1754[21]
- Scipione in Cartagine, melodramma; Libretto: Francesco Vanneschi; 2. März 1742, London, King’s Theatre am Haymarket[22]
- Enrico, dramma per musica; Libretto: Francesco Vanneschi; 1. Januar 1743, London, King’s Theatre am Haymarket; dort auch 1748 und 1753[23]
- Sirbace, dramma per musica; Libretto: Claudio Nicola Stampa; 5. April 1743, London, King’s Theatre am Haymarket[24]
- Arsace, dramma per musica; Libretto: Antonio Salvi; 16. November 1743, Venedig, Teatro San Giovanni Grisostomo[25]
- Ricimero (erste Fassung), dramma per musica; Libretto: Francesco Silvani; 26. Dezember 1744, Mailand, Teatro Regio Ducale; 1753 in Genua, 1758 in Bologna[26]
- La forza d’amore, dramma giocoso per musica; Libretto: Demetrio Panicelli; 30. Januar 1745, Venedig, Teatro San Cassiano[27]
- Ciro riconosciuto (erste Fassung), dramma per musica; Libretto: Pietro Metastasio; 19. Dezember 1745, Mailand, Teatro Regio Ducale; möglicherweise bereits 1737 in Venedig[28]
- Il trionfo della continenza, drama; Libretto: Agostino Piovene; 28. Januar 1746, London, King’s Theatre am Haymarket; im selben Jahr auch in Venedig, 1753 in Ferrara[29]
- Scipione nelle Spagne, opera seria; Libretto: Agostino Piovene; November 1746, Venedig, Teatro Sant’Angelo
- Evergete, dramma per musica; Libretto: Francesco Silvani und Domenico Lalli; 2. Januar 1747, Rom, Teatro Capranica; 1749 in Pistoia, 1755 in Modena[30]
- L’Arminio, dramma per musica; Libretto: Antonio Salvi; 4. November 1747, Venedig, Teatro San Cassiano; 1754 in Graz[31]
- L’olimpiade, dramma per musica; Libretto: Pietro Metastasio; 26. Dezember 1747, Mailand, Teatro Regio Ducale; 1749 in Mannheim und Neapel, 1750 in Prag, 1756 in London, 1762 in Cádiz, 1763 in Siena[32]
- Vologeso, dramma per musica; Libretto: Apostolo Zeno; 13. Februar 1748, Rom, Teatro Argentina; 1749 in Cremona und Foligno, 1751 in Perugia, 1753 in Mantua, 1754 in Graz[33]
- Demetrio (erste Fassung), dramma per musica; Libretto: Pietro Metastasio; 16. oder 27. Oktober 1748, Wien, Burgtheater[34]
- Clotilde, dramma per musica; Libretto: Francesco Passarini; 9. November 1748, Venedig, Teatro San Cassiano; 1750 in Straßburg[35]
- Artaserse (erste Fassung), dramma per musica; Libretto: Pietro Metastasio; 27. Januar 1749, Wien, Hoftheater; 1757 in Faenza[36]
- Semiramide riconosciuta, dramma per musica; Libretto: Pietro Metastasio; 27. Januar 1749, Mailand, Teatro Regio Ducale, 1751 in Bologna, 1753 in Cremona, 1770 in Jerez de la Frontera, 1774 in Valencia[37]
- L’Arcadia in Brenta, dramma comico per musica; Libretto: Carlo Goldoni; 14. Mai 1749, Venedig, Teatro Sant’Angelo; viele weitere Produktionen bis 1771[38]
- Demofoonte (erste Fassung), opera drammatica; Libretto: Pietro Metastasio; 18. Dezember 1749, Madrid, Regio Teatro del Buon-Ritiro; 1751 in Barcelona, 1755 in Madrid, 1756 in Bologna, 1760 in Prag, 1763 in Barcelona, 1764 in Cádiz, 1767 in Palma, 1768 in Palermo[39]
- Arcifanfano re de’ matti, dramma comico per musica; Libretto: Carlo Goldoni; 27. Dezember 1749, Venedig, Teatro San Moisè; 1752 in Parma, 1753 in Mailand, 1754 in Bologna, 1755 in Modena, 1759 in Rom, Florenz und Turin[40]
- Alcimena principessa dell’Isole Fortunate, ossia L’amore fortunato ne’ suoi disprezzi, dramma per musica; Libretto: Pietro Chiari; um den 10. Januar 1750, Venedig, Teatro San Cassiano[41]
- Il mondo della luna, dramma giocoso per musica; Libretto: Carlo Goldoni; 29. Januar 1750, Venedig, Teatro San Moisè[42]
- Il mondo alla roversa, ossia Le donne che comandano, dramma bernesco per musica; Libretto: Carlo Goldoni; 14. November 1750, Venedig, Teatro San Cassiano[43]
- L’Issipile (zweite Fassung), dramma per musica; Libretto: Pietro Metastasio; 1750, Bologna; 1756 in Parma[13]
- Il paese della cuccagna, commedia per musica; Libretto: Carlo Goldoni; 1. Dezember 1750, Venedig, Teatro San Moisè; 1752 in Parma, 1765 in Braunschweig, 1770 in Wien[44]
- Antigona, dramma per musica; Libretto: Gaetano Roccaforte; 9. Januar 1751, Rom, Teatro delle Dame; 1751 in Spoleto, 1752 in Mannheim und Cortona, 1753 in Messina, Vicenza, Mannheim, Pesaro und Leipzig, 1754 in Braunschweig und Venedig, 1755 in Macerata und Neapel, 1757 in London, 1758 in Verona[45]
- Dario, dramma per musica; Libretto: Giovanni Baldanza; 30. Januar 1751, Turin, Teatro Regio; 1753 in Leipzig[46]
- Lucio Papirio, dramma per musica; Libretto: Apostolo Zeno; Messe 1751, Reggio Emilia, Pubblico[47]
- Artaserse (zweite Fassung), dramma per musica; Libretto: Pietro Metastasio; 11. Juni 1751, Padua, Teatro Nuovo; 1753 in Mantua, 1754 in Venedig, 1755 in Treviso, 1756 in Brescia und Vicenza, 1757 in Ferrara und Lucca, 1758 in Brescia, 1759 in Verona, 1760 in Venedig[48]
- Il conte Caramella, dramma comico per musica; Libretto: Carlo Goldoni; 13. November 1751, Venedig, Teatro San Samuele; 1753 in Triest, 1754 in Barcelona, 1755 in Amsterdam, Dresden, Bologna und Prag, 1756 in Pesaro, Triest und Mailand, 1759 in Vicenza, Moskau und Sankt Petersburg, um 1760 in Amsterdam (?), 1761 in Brecia, 1764 in Braunschweig[49]
- Le virtuose ridicole, dramma giocoso per musica; Libretto: Carlo Goldoni; um den 17. Januar 1752, Venedig, Teatro San Samuele;im selben Jahr auch in Braunschweig, 1753 in Triest, 1756 in Modena[50]
- La calamita de’ cuori, dramma giocoso per musica; Libretto: Carlo Goldoni; 26. Dezember 1752, Venedig, Teatro San Samuele; viele weitere Produktionen bis 1769[51]
- I bagni d’Abano, dramma giocoso per musica (mit Ferdinando Bertoni); Libretto: Carlo Goldoni; 10. Februar 1753, Venedig, Teatro San Samuele; 1761 in Sankt Petersburg[52]
- Sofonisba (erste Fassung), dramma per musica; Libretto: Gaetano Roccaforte; um den 24. Februar 1753, Rom, Teatro delle Dame[53]
- L’eroe cinese, dramma per musica; Libretto: Pietro Metastasio; 30. Mai 1753, Neapel, Teatro San Carlo; 1766 in London[54]
- Ricimero, re de’ Goti (zweite Fassung), dramma per musica; Libretto: Francesco Silvani; 4. November 1753, Neapel, Teatro San Carlo; 1755 in London[55]
- Alessandro nell’Indie (zweite Fassung), dramma per musica; Libretto: Pietro Metastasio; 1754, Neapel, Teatro San Carlo[14]
- Siroe, dramma per musica; Libretto: Pietro Metastasio; 10. Februar 1754, Rom, Teatro Argentina[56]
- Il filosofo di campagna, dramma giocoso per musica; Libretto: Carlo Goldoni; 26. Oktober 1754, Venedig, Teatro San Samuele; sehr viele weitere Produktionen bis 1774; Wiederentdeckung 1907 in Venedig[57]
- Il povero superbo, dramma giocoso per musica; Libretto: Carlo Goldoni; Karneval 1755, Venedig, Teatro San Samuele; im selben Jahr auch als La serva astuta in Brescia, 1757 in Bonn;[58]
- Alessandro nell’Indie (dritte Fassung), dramma per musica; Libretto: Pietro Metastasio; Karneval 1755 in Parma, Teatro Ducale; im selben Jahr auch in Venedig und München, 1756 in Brescia, Lodi und Florenz, 1757 in Vicenza, 1758 in Padua, 1760 in Prag, 1764 in Pavia[14]
- Attalo, dramma per musica; Libretto: Antonio Papi; 11. Juni 1755, Padua, Teatro Nuovo; 1758 in London[59]
- Le nozze, dramma giocoso per musica; Libretto: Carlo Goldoni; 14. September 1755, Bologna, Teatro Formagliari; viele weitere Produktionen bis 1770[60]
- La diavolessa, dramma giocoso per musica; Libretto: Carlo Goldoni; 15. November 1755, Venedig, Teatro San Samuele; 1756 in Prag, Leipzig und Dresden, 1757 in Triest und Rom, 1758 in Brescia, 1759 in Bologna, 1764 (?) in Braunschweig[61]
- Idomeneo, dramma per musica; 7. Januar 1756, Rom, Teatro Argentina[62]
- La cantarina, farsetta per musica; Libretto: Carlo Goldoni; 26. Februar 1756, Rom, Teatro Capranica[63]
- Ezio, dramma per musica; Libretto: Pietro Metastasio; 22. Januar 1757, Mailand, Teatro Regio Ducale[64]
- Sesostri, dramma per musica; Libretto: Pietro Pariati; 26. November 1757, Venedig, Teatro San Benedetto[65]
- Ipermestra, dramma per musica; Libretto: Pietro Metastasio; 14. Januar 1758, Mailand, Teatro Regio Ducale; 1761 in Venedig, 1764 in Prag[66]
- Adriano in Siria (zweite Fassung), dramma per musica; Libretto: Pietro Metastasio; Frühling 1758, Livorno, Teatro San Sebastiano; 1759 in Neapel, 1760 in Venedig, 1761 in Palermo, 1763 in Udine[16]
- Demofoonte (zweite Fassung), dramma per musica; Libretto: Pietro Metastasio; Juni 1758, Padua, Teatro Nuovo; überarbeitet 1759 in Venedig[39]
- Gli quattro amanti in un amante solo, intermezzo per musica; Karneval 1759, Bologna, Pubblico Teatro della Sala; 1759 in Bologna[67]
- Ciro riconosciuto (zweite Fassung), dramma per musica; Libretto: Pietro Metastasio; Karneval 1759, Rom, Teatro Argentina; 1776 in Arezzo[28]
- Melite riconosciuta, dramma per musica; Libretto: Gaetano Roccaforte; 13. Januar 1759, Rom, Teatro delle Dame[68]
- La ritornata di London, intermezzi in musica; Libretto: Carlo Goldoni; um den 19. Februar 1759, Rom, Teatro Capranica[69]
- La clemenza di Tito, dramma per musica; Libretto: Pietro Metastasio; 26. Dezember 1759, Turin, Teatro Regio[70]
- Solimano, dramma per musica; Libretto: Giovanni Ambrogio Migliavacca; 11. Juni 1760, Padua, Teatro Nuovo; 1764 in Prag, 1768 in Padua, 1769 in Verona[71]
- Amante di tutte, dramma giocoso per musica; Libretto: Antonio Galuppi; 15. November 1760, Venedig, Teatro San Moisè; viele weitere Produktionen bis 1783, Wiederentdeckung 1948 in Siena[72]
- Li tre amanti ridicoli, dramma per musica; Libretto: Antonio Galuppi; 18. Januar 1761, Venedig, Teatro San Moisè; viele weitere Produktionen bis 1773[73]
- Demetrio (zweite Fassung), dramma per musica; Libretto: Pietro Metastasio; Juni 1761, Padua, Teatro Nuovo[34]
- Il caffè di campagna, dramma giocoso; Libretto: Pietro Chiari; 18. November 1761, Venedig, Teatro San Moisè; 1762 in Mailand, 1763 in Barcelona, 1764 in Cento, 1771 in Treviso[74]
- Antigono (zweite Fassung), dramma per musica; Libretto: Pietro Metastasio; Karneval 1762, Venedig, Teatro San Benedetto; im selben Jahr auch in Prag[75]
- L’orfana onorata, intermezzi in musica; Karneval 1762, Rom, Teatro Valle[76]
- Il marchese villano, dramma giocoso; Libretto: Pietro Chiari; 2. Februar 1762, Venedig, Teatro San Moisè; viele weitere Produktionen bis 1786[77]
- Il re pastore, dramma per musica; Libretto: Pietro Metastasio; Frühling 1762, Parma, Teatro Ducale; im selben Jahr auch in Parma; 1766 in Sankt Petersburg, 1769 in Venedig[78]
- Viriate, dramma per musica; Libretto: Pietro Metastasio; 19. Mai 1762, Venedig, Teatro San Salvatore[79]
- Il Muzio Scevola, dramma per musica; Libretto: Carlo Giuseppe Lanfranchi Rossi; Messe 1762, Padua, Teatro Nuovo[80]
- L’uomo femmina, dramma giocoso per musica; Herbst 1762, Venedig, Teatro San Moisè; 1768 in Pavia (?)[81]
- Il puntiglio amoroso, dramma giocoso per musica; Libretto: Carlo Gozzi; 26. Dezember 1762, Venedig, Teatro San Moisè; 1764 in Triest, 1773 in Wien und London[82]
- Arianna e Teseo (erste Fassung), dramma per musica; Libretto: Pietro Pariati; 12. Juni 1763, Padua, Teatro Nuovo; 1765 in Pisa, 1770 in Cádiz[83]
- Il re alla caccia, dramma giocoso; Libretto: Carlo Goldoni; Herbst 1763, Venedig, Teatro San Samuele; 1764 in Turin, Verona und Barcelona, 1765 in Bergamo, Brescia und Macerata, 1767 in Dresden, 1768 in Prag, 1769 in Senigallia und Bologna, 1770 in Dresden, Madrid und Pisa, 1774 in Bastia[84]
- Sofonisba (zweite Fassung), opera seria; Libretto: Mattia Verazi; 4. Februar 1764, Turin, Teatro Regio[53]
- Caio Mario, dramma per musica; Libretto: Gaetano Roccaforte; 31. Mai 1764, Venedig, Teatro San Giovanni Grisostomo[85]
- La partenza e il ritorno de’ marinari, dramma giocoso per musica; 26. Dezember 1764, Venedig, Teatro San Moisè; 1765 in Prag und Dresden, 1766 in Bologna, 1768 in Barcelona[86]
- Didone abbandonata (zweite Fassung), dramma per musica; Libretto: Pietro Metastasio; Karneval 1764, Venedig, Teatro San Benedetto; 1766 in Sankt Petersburg, 1767 in Verona[18]
- La cameriera spiritosa, dramma giocoso per musica; Libretto: Carlo Goldoni; 4. Oktober 1766, Mailand, Teatro Regio Ducale; 1768 in Prag, 1769 in Ljubljana, 1770 in Triest[87]
- La governante astuta ed il tutor sciocco e geloso, opera comica; Libretto: Giovanni Battista Locatelli; Sommer 1767, Moskau, Hoftheater[88]
- Ifigenia in Tauride, dramma per musica; Libretto: Marco Coltellini; 21. April 1768, Sankt Petersburg, Hoftheater; 1774 in Kopenhagen[89]
- Arianna e Teseo (zweite Fassung), dramma per musica; Libretto: Pietro Pariati; 26. Dezember 1768, Venedig, Teatro San Benedetto; 1772 in Verona[90]
- L’amor lunatico, dramma giocoso per musica; Libretto: Pietro Chiari; Karneval 1770, Venedig, Teatro San Moisè[91]
- L’inimico delle donne, dramma giocoso per musica; Libretto: Giovanni Bertati; Herbst 1771, Venedig, Teatro San Samuele; 1772 in Turin, 1773 in Reggio Emilia, 1774 in Lissabon und Parma, 1775 in Wien und Dresden, 1779 in Venedig[92]
- Gl’intrighi amorosi, dramma giocoso per musica; Libretto: Giuseppe Petrosellini; Karneval 1772, Venedig, Teatro San Samuele; 1776 in Wien[93]
- Montezuma, dramma per musica; Libretto: Vittorio Amedeo Cigna-Santi; 27. Mai 1772, Venedig, Teatro San Benedetto[94]
- La serva per amore, dramma giocoso per musica; Libretto: Filippo Livigni; Herbst 1773, Venedig, Teatro San Samuele[95]
- L’isola disabitata[96]

Kooperationen und Musik in Pasticcio-Opern
- L’inganno scoperto, melodramma (Pasticcio mit Musik von Antonio Vivaldi); Libretto: Alvise Giusti und Girolamo Giusti; 12. November 1735, Venedig, Teatro Sant’Angelo[97]
- Alessandro in Persia, dramma per musica (Pasticcio); Libretto: Francesco Vanneschi; 31. Oktober 1741, London, King’s Theatre am Haymarket[98]
- Euridice, favola pastorale per musica (Pasticcio); Libretto: Giampietro Tagliazucchi; 1750, Wien, Hoftheater[99]
- Ernelinda, dramma per musica (Pasticcio mit Musik von Antonio Vivaldi (?) und Francesco Gasparini); Libretto: Francesco Silvani; um den 31. Januar 1750, Venedig, Teatro San Cassiano; 1752 in Treviso, 1754 in Gorizia und Graz[100]
- Il protettore alla moda, dramma giocoso per musica (Pasticcio); Karneval 1758, Bologna, Teatro Marsigli Rossi[101]
- Arianna e Teseo, dramma per musica (Pasticcio); Libretto: Francis Colman und Pietro Pariati; 16. Dezember 1760, London, King’s Theatre am Haymarket[102]
- La donna di governo, dramma giocoso per musica (Pasticcio); Libretto: Carlo Goldoni; 3. Februar 1761, Rom, Teatro Argentina; 1764 und 1765 in Venedig[103]
- Tolomeo, re d’Egitto, dramma per musica (Pasticcio mit Musik von Vincenzo Ciampi und Gioacchino Cocchi); Libretto: Nicola Francesco Haym; 2. Januar 1762, London, King’s Theatre am Haymarket[104]
- Sifare, opera (Pasticcio mit Musik von Johann Christian Bach und Carl Friedrich Abel); 5. März 1767, London, King’s Theatre am Haymarket[105]
- Gli amanti ridicoli, comic opera (zusammen mit Felice Alessandri); Libretto: Antonio Galuppi und Giovan Gualberto Bottarelli; 1768, London, King’s Theatre am Haymarket[106]

Zweifelhaft
- Teodorico, dramma per musica; Libretto: Antonio Salvi; Karneval 1737, Genua, Teatro Sant’Agostino[107]
- Bertoldo, Bertoldino e Cacasenno; 27. Dezember 1748, Venedig, Teatro San Moisè
- La mascherata, dramma comico (Teile oder das ganze Werk vermutlich von Gioacchino Cocchi); Libretto: Carlo Goldoni; 26. Dezember 1750, Venedig, Teatro San Cassiano
- La finta cameriera, dramma giocoso; Libretto: G. Barlocci; 1751, Braunschweig
- Le pescatrici, dramma giocoso per musica; Libretto: Carlo Goldoni; Karneval 1753, Mailand, Teatro Regio Ducale; 1754 in Bergamo, 1765 in Modena, 1758 in Rom[108]
- La cameriera accorta, opera comica per musica; 4. März 1754, London, Covent Garden[109]
- La buona figliuola maritata, dramma giocoso per musica; Libretto: Carlo Goldoni; Karneval 1762, Cesena, Teatro Spada[110]
- Astianatte; 1755
- Alceste
- La fausse coquette

Bearbeitungen und Ergänzungen
- Didone abbandonata, opera seria (nach Domenico Sarro); Libretto: Pietro Metastasio; Herbst 1730, Venedig, Teatro San Giovanni Grisostomo
- Siroe, re di Persia, dramma per musica (nach Leonardo Vinci, mit Giovanni Battista Pescetti); Libretto: Giovanni Boldini nach Pietro Metastasio; 27. Januar 1731, Venedig, Teatro San Giovanni Grisostomo[111]
- Le muse in gara, divertimento musicale (nach D. Paradies); 4. April 1740, Venedig
- Alessandro in Persia; 1741
- L’ambizione delusa, dramma giocoso (nach Rinaldo di Capua; Libretto: Francesco Vanneschi nach C. A. Pelli: La commedia in commedia); Herbst 1744, Venedig, Teatro San Cassiano
- Madama Ciana, dramma giocoso (nach Gaetano Latilla); Libretto: Barlocci oder Pelli; Herbst (?) 1744, Venedig, Teatro San Cassiano
- La libertà nociva, dramma giocoso (nach Rinaldo di Capua); Libretto: nach Barlocci; 22. November 1744, Venedig, Teatro San Cassiano
- Antigono; 1746
- Il protettore alla moda, dramma giocoso (zweifelhaft, nach Chi non fa non falla); Libretto: G. M. Buini; Herbst 1749, Venedig, Teatro San Cassiano
- Il villano geloso, dramma giocoso per musica; Libretto: Giovanni Bertati; Herbst 1769, Venedig, Teatro San Moisè; 1770 in Wien[112]

## Serenaten und Kantaten
- L’Adria festosa, serenata; 1738, Neapel
- Gli amori sfortunati di Ormindo, serenata; Libretto: Bartolomeo Vitturi; 1738, Venedig, Burano[113]
- La vittoria d’Imeneo, festa teatrale; Libretto: Giuseppe Bartoli; 7. Juni 1750, Turin, Teatro Regio[114]
- I presagi, cantata; Libretto: Gaspare Gozzi; 19. Juli 1755, Venedig, Ca’ Pisani[115]
- Le nozze di Paride, spettacolo poetico e musicale; Libretto: Pietro Chiari; 4. Oktober 1756, Venedig, Teatro San Giovanni Grisostomo[116]
- L’oracolo del Vaticano, cantata a 3 voci; Libretto: Carlo Goldoni; Oktober 1758, Venedig[117]
- L’arrivo d’Enea nel Lazio, componimento drammatico; Libretto: Vincenzo Alamanni; 14. November 1765, Florenz, Teatro della Pergola[118]
- La virtù liberata, cantata; Libretto: Lodovico Lazzaroni; 24. November 1765, Sankt Petersburg[119]
- La pace fra la Virtù e la Bellezza, componimento drammatico; Libretto: Pietro Metastasio; 28. Juni 1766, Sankt Petersburg
- Flora, Apollo, Medoaco, cantata; 1769
- Venere al tempio, cantata per musica; Libretto: Pietro Chiari; 1775 (?)[120]
- L’Anfione, cantata per musica; Libretto: Girolamo Da Ponte; 27. Mai 1780, Venedig[121]
- La scusa, cantata; 1780
- acht Kantaten

## Oratorien
- Tobia il giovane; Libretto: D. Giupponi; 1734, Macerata, Chiesa della Compagnia di Gesù
- S Maurizio e compagni martiri; 1737, Genua, S Filippo Neri
- Sancta Maria Magdalena, oratorium; 22. Juli 1740, Venedig, Chiesa di San Lazzaro dei Mendicanti[122]
- Prudens Abigail, oratorium; Libretto: dottore Pasquali; 22. Juli 1742, Venedig, Chiesa di San Lazzaro dei Mendicanti[123]
- Isaac, dramma sacro in lateinischer Sprache; 1745, Venedig, Mendicanti[124]
- Judith; 1746, Venedig, Mendicanti
- Adamo; 19. Februar 1747, Rom, Chiesa Nuova
- Rhythmi sacri; Karwoche 1747, Venedig, Mendicanti
- Jabel; 1747, Venedig, Mendicanti
- Devoti affectus erga lignum sanctae crucis et Jesu Christi sepulchrum; Libretto: nach Pietro Metastasio; Karwoche 1748, Venedig, Mendicanti
- Devoti sacri concentus; 22. Juli 1748, Venedig, Mendicanti
- Il sacrificio di Jefte, componimento sacro per musica; 1756, Venedig, S. Maria della Consolazione detta Della Fava[125]
- Maria Magdalena; 1763, Venedig, Incurabili
- Sacer dialogus arcangelum inter Michaelem et spiritum Adae (zweifelhaft); 1763, Venedig, Incurabili
- Sacrificium Abraham; 1764, Venedig, Incurabili
- Transfiguratio dominica; 1764, Venedig, Incurabili
- Triumphus divini amoris; 1765, Venedig, Incurabili
- Adamo ed Eva, componimento sacro; 19. März 1757, Florenz, Congregazione ed ospizio di Gesù Maria e Giuseppe e della SS. Trinità detta del Melani[126]
- Tres Mariae ad sepulchrum Christi resurgentis; 1769, Venedig, Incurabili
- Canticorum sponsi; 1770, Venedig, Incurabili
- Nuptiae Rachelis; 1770 (?), Venedig, Incurabili
- Parabola coenae; 1770, Venedig, Incurabil
- Adam, dramma sacro; 1771, Venedig, Ospedale degli Incurabili[127]
- Dialogus sacer; 1771, Venedig, Incurabili
- Debora prophetissa; 1772, Venedig, Incurabili
- Daniel in lacu leonum; 1773, Venedig, Incurabili
- Tres pueri hebraei in captivitate Babylonis; 1774, Venedig, Incurabili
- Exitus Israelis de Aegypto; 1775, Venedig, Incurabili
- Moyses de Synai revertens; 1775 (?), Venedig, Incurabili
- Mundi salus; 1776, Venedig, Incurabili
- Il ritorno di Tobia, geistliche Kantate; Libretto: G. Gozzi; 18./19. Mai 1782, Venedig, Incurabili

## Liturgische Musik (Auswahl)
- Messe breve, 1744, 1775
- sieben Kyrie, vierstimmig; 1745 (doppelchörig), 1757, 1758, 1764, 1777, 1779, 1782
- vier Gloria, vierstimmig; 1764, 1771, 1775, 1782
- zwei Gloria in excelsis, vierstimmig; 1777, 1781
- zwei Gloria – Credo, vierstimmig; 1766, 1767
- fünf Credo, vierstimmig; 1752, 1771, 1772, 1781, 1782
- Alma Redemptoris mater; 1775
- Ave regina, 1775
- Beatus vir, 8vv, 1777
- zwei Confitebor, zweistimmig; 1757, 1771
- zwei Confitebor tibi Domine; 1770, 1775
- Dixit, vierstimmig; 1774
- Dixit Dominus, vierstimmig; 1750
- Dixit Dominus; 1770
- Dixit pieno; 1781
- Domine für zwei Chöre; 1756
- Domine, vierstimmig; 1762
- Domine; 1778
- Domine ad adiuvandum; vierstimmig; 1753
- zwei Ecce nunc, vierstimmig; 1751, 1772
- Ecce sacerdos; 1782
- In cordis jubilo, in dulcis modulo, vierstimmig; 1777
- In exitu Israel de Egypto, vierstimmig; 1775
- Lauda Jerusalem, vierstimmig; 1779
- zwei Laudate Dominum, vierstimmig; 1749, 1785
- fünf Laudate pueri Dominum; 1770, 1777, 1780, 1785, 1787
- Magnificat, vierstimmig; 1778
- Nisi Dominus, dreistimmig; 1777
- drei Salve regina; 1746, 1770, 1775
- fünfzehn Werke für die russisch-orthodoxe Kirche, vierstimmig, 1765–1768

## Instrumentalwerke
- [6] Sonate per cembalo, op. 1; London 1756
- [6] Sonate per cembalo, op. 2; London 1759
- A Favourite Overture für Cembalo; London
- drei Sonaten in Raccolta musicale; Nürnberg 1756, 1757, 1765
- elf Sätze in XX sonate per cembalo da varri autori; Paris, 1758–1760
- Sinfonie a 4
- Sinfonien
- Ouvertüren
- Konzerte
- Trios
- ca. 130 Sonaten, Toccaten, Divertimentos, Lektionen u. a. für Cembalo